# Joachim Brille
Joachim Brille est un compositeur français actif au milieu du XVIIe siècle.

## Biographie
Il  était maître de musique [symphoniarca] de la cathédrale de Soissons à l’époque de la parution de la seule œuvre qu’on possède de lui : une messe parue en 1668. À ce poste, il succède à Charles d'Helfer.
Un acte (dont la date est à préciser) mentionne son maintien en possession d’une des chapelles de cette cathédrale.

## Œuvres
- Missa quatuor vocum ad imitationem moduli Nigra sum[2] - Paris : Robert III Ballard, 1668. 2°, 14 f. RISM B 4508, Guillo 2003 n° 1668-D.

Cette messe révèle une habile maîtrise du contrepoint.